# 오징어튀김

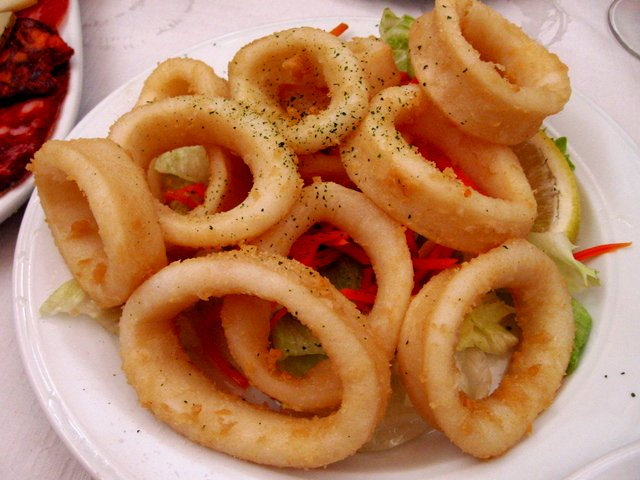
스페인의 오징어튀김인 프라이드 칼라마리

오징어튀김은 오징어를 주재료로 한 튀김 요리를 말한다. 오징어는 전 세계에서 요리의 재료로 쓰이며, 특히 지중해에서는 튀겨서 먹는 경우가 많다. '칼라마리'(Calamari)라고도 알려져 있는 이 음식은 그리스에서 즐겨 먹는 음식으로, 오징어를 달걀, 마늘 등의 양념과 빵가루를 묻혀 튀겨낸 요리이다.